# Spiegelfleck-Dickkopffalter
Der Spiegelfleck-Dickkopffalter (Heteropterus morpheus) ist ein Schmetterling (Tagfalter) aus der Familie der Dickkopffalter (Hesperiidae). Das Artepitheton leitet sich von Morpheus, dem Gott der Träume aus der griechischen Mythologie ab.

## Merkmale
Die Falter erreichen eine Flügelspannweite von 28 bis 31 Millimeter. Die Flügeloberseiten sind dunkelbraun gefärbt, am Vorderrand des Vorderflügels befinden sich einige wenige gelbe Flecke. Die Hinterflügelunterseite ist gelb und zeichnet sich durch ein charakteristisches Muster ovaler, schwarz umrandeter hell glänzender Flecke aus, die der Art den Namen gaben.

## Verbreitung
Der Spiegelfleck-Dickkopffalter ist verbreitet im Norden Spaniens (Oviedo bis San Sebastian), in Frankreich (Pyrenäen, Atlantikküste, Département Nièvre, Bretagne, Département Somme). Sehr lokal ist die Art anzutreffen im Süden Belgiens und im Norden der Niederlande. In England tritt er lediglich auf der Insel Jersey in Erscheinung. Weitere Verbreitungsgebiete sind Dänemark (Lolland und Falster), Schweden (Skåne), Italien (Latium, Piemont, Dolomiten, Triest), Deutschland (lokal in Nordwestdeutschland, Nordostdeutschland), Litauen, Lettland, Tschechien, Österreich, nördlicher Balkan, Bulgarien (Primorsko) und der europäische Teil der Türkei.
In der vertikalen Verbreitung ist die Art bis in 1.000 Meter Höhe anzutreffen.

## Habitat
Glatthafer- und Pfeifengraswiesen, Röhrichte, Saumstandorte, Waldwiesen, Waldlichtungen.

## Verhalten
Sehr auffällig ist das Flugverhalten der Falter, die mit wenigen Flügelschlägen langsam in Wellenlinien fliegen und dabei die spiegelnden Hinterflügelunterseiten deutlich zeigen. Das Flugbild wirkt hüpfend, weshalb die Art gelegentlich auch als „Hüppeling“ bezeichnet wird.

### Lebensweise
Die Weibchen legen die Eier an den Stielen der Raupenfraßpflanzen ab. Zu den Raupenfutterpflanzen zählen:
- Sumpf-Reitgras (Calamagrostis canescens)
- Wald-Zwenke (Brachypodium sylvaticum)
- Blaues Pfeifengras (Molinia caerulea)
- Schilfrohr (Phragmites australis)

Die Raupen bauen aus einem Grasblatt einen Tunnel und fressen darin; darin überwintern auch die halb erwachsenen Raupen.

### Flugzeiten
Die Art bildet eine Generation pro Jahr, die von Ende Juni bis Juli fliegt.